# Cachjagín Elbegdordž
Cachjagín Elbegdordž (mongolsky Цахиагийн Элбэгдорж) (* 30. března 1963) je bývalý prezident Mongolska, jenž byl zvolený do funkce ve volbách dne 24. května 2009, v kterých obdržel 51 % hlasů.

## Životopis

### Politická dráha
Byl jedním z kandidátů demokratické opozice (konkrétně Mongolské demokratické strany). Kandidoval proti Nambarynu Enchbajarovi, kandidátovi Mongolské lidové revoluční strany. Do funkce nastoupil dne 18. června 2009. Dvakrát předtím zastával funkci premiéra, napřed krátce v roce 1998, po rezignaci svého spolustraníka (premiér z let 1996–1998) a poté v letech 2004–2006.

### Státní návštěva České republiky
V lednu roku 2015 navštívil oficiálně jako prezident Mongolska Českou republiku, jako způsob dopravy pro tuto státní návštěvu zvolil netradičně vlak, kterým přicestoval z Berlína. V jeho doprovodu se nacházel i mongolský ministr zahraničních věcí Lundeg Purevsuren.